# Carretera Federal 90
La Carretera Federal N.º 90 recorre el centro de México, desde la población de Mascota, Jalisco hasta Irapuato, Guanajuato.
Es una carretera a cargo del Gobierno Federal de Los Estados Unidos Mexicanos a través de la gestión de la Secretaría de Comunicaciones y Transportes. Conecta a la Zona metropolitana de Guadalajara, Jalisco con la región de El Bajío, en Guanajuato. Corre por el centro de la república de oriente a poniente. La custodia es responsabilidad de la "Policía Federal de Caminos" (que, a su vez, es parte de la Policía Federal Preventiva PFP).
Las ciudades que conecta son, de oriente a poniente: Irapuato Guanajuato, Abasolo Guanajuato, Pénjamo Guanajuato, La Piedad de Cabadas Michoacán, Ecuandureo Michoacán, Vista Hermosa Michoacán, La Barca Jalisco, Zapotlanejo Jalisco, Mascota Jalisco.
- Datos: Q11680554